# Policenauts
Policenauts (ポリスノーツ?) es una aventura gráfica con una narrativa de ciencia ficción publicada por Konami, escrita y dirigida por Hideo Kojima. Fue inicialmente lanzada para la plataforma de ordenador PC-9821 en 1994, seguida por versiones para 3DO en 1995 y PlayStation y Sega Saturn en 1996. El juego nunca ha sido lanzado fuera de Japón oficialmente, a pesar de los planes de una localización al inglés para la versión Saturn. El 24 de agosto de 2009 (en honor al 46.º cumpleaños de su diseñador Hideo Kojima) se publicó en internet un parche no oficial para traducirlo al inglés.
Policenauts, como el anterior Snatcher, hace varios homenajes a películas anteriores. El más obvio son las respectivas semejanzas entre Jonathan y Ed (los protagonistas) con Riggs y Murtaugh de Lethal Weapon. El juego se centra en un detective que viaja a una colonia espacial a investigar las circunstancias en torno al asesinato de su exmujer y la repentina desaparición de su nuevo marido.

## Jugabilidad
El juego está en una perspectiva en primera persona y usa una interfaz de point-and-click: el jugador puede mover el cursor y hacer que el protagonista (Jonathan Ingram) analice objetos del entorno o hable con personajes del juego. Como en Snatcher, el juego contiene segmentos de disparos donde los jugadores deben defender al personaje de los enemigos. El jugador puede usar el entrenador de tiro en el departamento de policía para probar tus reflejos y precisión. Hay numerosos puzles en el juego, incluyendo una situación en donde el jugador debe desmantelar una bomba siguiendo las instrucciones de su compañero.
Las versiones de consola del juego incluyen soporte para sus respectivos periféricos de ratón. La versión de Saturn posee soporte para la pistola de luz en los segmentos de disparos.

## Historia

### Argumento
El juego se centra en Jonathan Ingram, uno de los cinco "Policenauts", policías con entrenamiento de astronauta, asignados para mantener la seguridad de Beyond Coast, la primera colonia espacial plenamente funcional de la humanidad en el año 2013. Mientras se estaba probando un nuevo traje espacial ocurrió un extraño accidente y Jonathan es arrojado al espacio y es dado por muerto. Es encontrado sano y salvo unos 25 años más tarde gracias al módulo de hibernación conectado al traje. Tres años más tarde, Jonathan (ahora un investigador privado trabajando en lo que era Los Ángeles) es visitado por su antigua mujer, Lorraine. Ella pide ayuda a Jonathan para resolver la desaparición de su actual marido, Kenzo Hojo. La única pista que dejó detrás era una hoja retorcida, un juego de cápsulas y la palabra "Plato". Al principio Jonathan se muestra reticente a aceptar el caso. Sin embargo, después de que Lorraine abandone la oficina, es atacada y asesinada por un hombre en un traje negro de motorista. Jonathan, incapaz de capturar al culpable, decide realizar la última petición de su exmujer y viajar a Beyond. Allí, él se reúne con su antiguo compañero de sus días en la LAPD (Los Angeles Police Department), Ed Brown, que acepta ayudar a Jonathan a investigar las circunstancias en torno a la desaparición de Hojo y el asesinato de Lorraine.

### Personajes
Jonathan Ingram (ジョナサン・イングラム?)
El protagonista. Originario del Departamento de Policía de Los Ángeles (LAPD) y uno de los cinco "Original Cops" (un apodo dado en semejanza al "Original Seven" del Proyecto Mercury) que forman los Policenauts. Él estaba la deriva por el espacio durante 25 años después de un accidente espacial. Fue encontrado vivo gracias al módulo de criogénesis del traje. como resultado, él es físicamente más joven de lo realmente es. Su doblador es  Hideyuki Tanaka.
Ed Brown (エド・ブラウン?)
El capitán de la Unidad de Policía Anti-Vicios de Beyond Coast. Era el compañero de Jonathan durante sus días en el LAPD y también era uno de los Original Cops. Reanuda su amistad con Jonathan para solucionar el asesinato de Lorraine. Doblado por Shozo Iizuka.
Karen Hojo (カレン・北条?)
La hija de Lorraine y Kenzo, una popular presentadora de Beyond que guarda un asombroso parecido con su madre. Doblada por Kikuko Inoue.
Tony Redwood (トニー・レッドウッド?)
Un miembro de la Unidad Advance Police (AP), el equivalente en la Policía de Beyond Coast de los SWAT. Él es un "Frozener", una raza de humanos concebido artificialmente que poseen los genes adaptados para los entornos extraterrestres. Es un piloto de primera que puede controlar su nave EMPS como si fuera una extensión de su propio cuerpo. Es doblado por Kaneto Shiozawa.
Gates Becker (ゲイツ・ベッカー?)
Uno de los Original Cops. Antiguamente, oficial de la Scotland Yard; Becker es el jefe de la Policía de Beyond Coast y el comandante de la Unidad AP. Es doblado por Osamu Saka.
Joseph Sadaoki Tokugawa (ジョゼフ・サダオキ・トクガワ?)
Uno de los Original Cops. Proveniente de las Fuerzas policiales de Japón; dejó la Policía de Beyond Coast para obtener el éxito en el negocio de la familia, el grupo Tokugawa. Es el hombre más poderoso en Beyond y ejerce una considerable influencia sobre los medios de comunicación de la colonia y sus autoridades (BCPD - Departamento de Policía de Beyond Coast). Doblado por Iemasa Kayumi.
Salvatore Toscanini (サルバトーレ・トスカニーニ?)
Uno de los "Original Cops". Originalmente de la NYPD, dejó su trabajo como oficial de policía debido a su insatisfacción con el estilo de vida y ahora sirve como el capitán de seguridad de la Planta Lunar Tokugawa. Doblado por Masaharu Sato.
Meryl Silverburgh ((メリル・シルバーバーグ?)
Un miembro de la Unidad de Vicios de la Policía de Beyond Coast, Meryl es una antigua miembro de la Unidad de Fuerzas Especiales de Alta Tecnología FOXHOUND y suele vestir un equipo militar. Ella representa la base para el personaje de Metal Gear Solid con el mismo nombre y comparten al mismo doblador: Megumi Terase.
Dave Forrest (デイブ・フォレスト?)
El compañero de Meryl en la Unidad de Vicios. Al contrario que Meryl, Dave es un pacifista que prefiere desarmar a los convictos en vez de matarlos. Viste chaleco naranja y gafas. Normalmente aparece comiendo una hamburguesa. Doblado por Bin Shimada.
Lorraine Hojo (ロレイン・北条?)
La exmujer de Jonathan. Lorraine visita a Jonathan en su oficina en la Tierra para pedirle que busque a su actual marido, Kenzo. Entonces ella es asesinada por un asesino enmascarado después de dejar el lugar. Es doblada por Chiyoko Kawashima.
Chris Goldwin (クリス・ゴドウィン?)
Una atractiva mujer de mediana edad que es la directora del Hospital Central de Beyond Coast. Su dobladora es Chiyoko Kawashima.
Anna Brown (アナ・ブラウン?)
La hija adolescente de Ed. Ella es una estudiante de instituto. Se hace cargo de las tareas de casa de la residencia Brown después de la muerte de su madre (La mujer de Ed). Doblada por Yumi Toma.
Marc Brown (マーク・ブラウン?)
El hijo adoptivo de Ed. Su padre real, Ridley, fue asesinado por Ed en una redada antidroga. Desde el incidente, Marc ha sido incapaz de hablar. su lenguaje, que se limita a vanos intentos espasmódicos, es hecho por Junko Hagimori (que también dobla a una extra femenina del juego)
Kenzo Hojo (ケンゾウ・北条?)
El actual marido de Lorraine y el líder del equipo de desarrollo del Sistema de Distribución de Droga de Tokugawa. Desaparecido sin rastro antes de los eventos presenciados en la historia. No habla.
Victor Jurgens (ビクトル・ユルゲンス?)
Un anciano científico ruso que trabaja para la Policía de Boyond Coast como forense. Usa una herramienta llamada AID (Dispositivo de Autoanálisis de Identificación, en inglés) que opera gracias a una I.A. llamada Gorby. Doblado por Kohei Miyauchi.
Jun Ishida (ジュン・石田?)
Un farmacéutico que trabaja para el Hospital Central. Doblado por Naoki Tatsuta.
Michael Saito (マイケル・斉藤?)
Un recepcionista y guarda de seguridad de la Farmacéutica Tokugawa. Es doblado por Nobutoshi Canna.

## Lanzamientos

### Versiones
Policenauts fue inicialmente lanzado para la NEC PC-9821 el 29 de julio de 1994. Venía en un CD-ROM que incluye una instalación. Todas las escenas cinemáticas fueron renderizadas usando arte dibujado en píxeles en vez de las animaciones estilo anime.
La primera versión de consola fue lanzada para la 3DO el 29 de septiembre de 1995, consistente en dos CD-ROMS. Se añadieron escenas animadas a esta versión con animación por ordenador y todos los gráficos fueron redibujados. La versión de PlayStation (19 de enero de 1996), también en dos discos, añadió modificaciones arreglando digitalmente la mayoría de los gráficos y las películas de la versión de 3DO. La última versión de consola fue para la Sega Saturn (13 de septiembre de 1996), en tres discos, con soporte para el periférico pistola de luz de Sega.
Previo al lanzamiento de la versión normal del juego, Konami publicó el Policenauts: Pilot Disk para la 3DO el 21 de abril de 1995 y para el PlayStation previo a su lanzamiento. Este disco contenía una demo jugable, una enciclopedia del trasfondo argumental, cortos e información sobre los dobladores y los desarrolladores del juego. Policenauts: Private Collection se lanzó el 9 de febrero de 1996, albergando gran parte del contenido de Pilot Disk', añadiendo una versión anterior del guion del juego. La encyclopedia, cortos y el entrenamiento de disparos son incluidos como contenido oculto en la versión de Saturn.
La versión de PlayStation ha sido relanzada dos veces. La primera fue bajo el título de Konami the Best el 18 de septiembre de 1997. Se lanzó una segunda vez el 7 de agosto de 2003 bajo el nombre de "PSone Books". El juego llegó el 15 de mayo de 2008 al Archivo de Juegos de la PlayStation Store Japonesa, permitiendo que el juego se descargase a la PlayStation Portable y PlayStation 3.

### Localización al inglés
La versión Saturn de Policenauts fue oficialmente anunciado para su lanzamiento norteamericano por Konami en mayo de 1996. Un arte de una maqueta fue producido y presentado en un panfleto de Sega que venía con algunos juegos. Sin embargo, la versión norteamericana nunca fue lanzada. Según Kojima, se había empezado a trabajar con la versión norteamericana pero los desarrolladores fueron incapaces de sincronizar los diálogos en inglés con las escenas de animación.
Para la versión de PlayStation se produjo una traducción al inglés hecha por fanes, que se ha ganado la atención de los medios de comunicación de juegos. Aunque la traducción del juego fue casi completado por Marc Laidlaw y Artemio Urbina durante el verano de 2007, el proyecto de traducción no pudo encontrar un programador para completar la inserción del material traducido en una versión del juego y el progreso se estancó. En agosto de 2008, Michael Sawyer, un miembro del foro de Something Awful, empezó a experimentar con enfoques para añadir texto a la versión de PlayStation que llevó a un renacimiento del proyecto.
El parche fue lanzado al público la medianoche de Japón del 24 de agosto de 2009, para coincidir con el 46 cumpleaños de Hideo Kojima.

## Banda sonora
Fueron lanzados un total de cuatro álbumes de música de Policenauts por King Records y Konami en Japón. Una banda sonora original y tres álbumes extras.

### Policenauts(Banda sonora original)
Publicado el 3 de febrero de 1995. La banda sonora de la versión de PC-9821 original de Policenauts. contiene 38 pistas sacadas de la música PCM del juego.
| Lista de canciones |  |
| --- |  |
| 1. "Legendary Faces" 2. "Opening Title Old L.A. 2040" 3. "Criminal Investigation Part 1" 4. "L'amour Impossible" 5. "Embarrassment ~ Murder ~ Shoot for Angels" 6. "Capturing" 7. "The End of Beyond" 8. "The Zone" 9. "28 Years" 10. "Call Your Name" 11. "First Triangle" 12. "Theme from News Order" 13. "Girls" 14. "Landfall" 15. "BCP H.Q." 16. "Magic Subway" 17. "Dear My Friend" 18. "Lavender" 19. "Innocence White" 20. "No, No, No!" 21. "Mission 307" 22. "Sweet Home" 23. "Ana's Theme" 24. "Owl-Cat" 25. "Investigate" 26. "My Love" 27. "Domestic Moon" 28. "Abandoned Launcher" 29. "Atmosphere in Gray" 30. "Living in the Real World" 31. "Icy Offense and Defense" 32. "Incarnation" 33. "The Movement of Clouds" 34. "Stouthearted" 35. "Past Year at Sunset Beach" 36. "End of the Dark" 37. "Karen" 38. "Policenauts End Title" |  |

### Policenauts F/N
Publicado el 1 de noviembre de 1996. contiene versiones compuestas por Motoaki Furukawa y Koichi Namiki de las canciones de la banda sonora original.
Lista de canciones
1. "Just Who I Need to See"
2. "My Love"
3. "Ana's Theme"
4. "Theme of News Order"
5. "Lavender"
6. "The Movement of Clouds"
7. "Girls"
8. "Karen"
9. "Living in the Real World"
10. "Policenauts End Title"

### MIDI Power Pro 3: POLICENAUTS
Publicado el 21 de noviembre de 1996. Está compuesto por arreglos MIDI de la música de Policenauts. Viene en un disquete que alberga las versiones MIDI originales de algunas canciones.
| Track listing |  |
| --- |  |
| 1. "Old L.A. 2040" 2. "L'amour Impossible" 3. "Embarrassment ~ Murder ~ Shoot for Angels" 4. "Girls" 5. "BCP H.Q" 6. "Lavender" 7. "No, No, No" 8. "Ana's Theme" 9. "Icy Offense and Defence" 10. "Past Year at Sunset Beach" 11. "Policenauts End Title" |  |

### Snatcher >> Policenauts/Music Collection of Hideo Kojima Black Disc
Publicado el 21 de agosto de 1998. Contiene la música de los álbumes anteriores de Snatcher y Policenauts (originales y arregladas), así como nuevas versiones grabadas.
| Lista de canciones |  |
| --- |  |
| 1. "Theme of Snatcher" 2. "Landfall" 3. "One Night in Neo Kobe City" 4. "Theme of Katherine (Part 1-2)" 5. "Old L.A 2040" 6. "Master of Puppets Among the Disease" 7. "Bio Hazard" 8. "Innocent Girl" 9. "Icy Offense and Defense" 10. "Beyond Sorrows" 11. "Danger Dance & Justice All" 12. "Pleasure of Tension" 13. "The End of Beyond" 14. "Innocence White" 15. "The Zone" 16. "The Age of Policenauts" 17. "The Movement of Clouds" 18. "Policenauts End Title" |  |